# Heder (série télévisée)
Pour les articles homonymes, voir Heder (homonymie).
Heder est une série télévisée suédoise avec Alexandra Rapaport, Anja Lundqvist, Julia Dufvenius et Eva Röse qui suit quatre avocates luttant contre la violence à l'égard des femmes,,.

## Distribution

### Acteurs principaux
- Julia Dufvenius : Elin
- Anja Lundqvist : Janni
- Alexandra Rapaport : Nour
- Eva Röse : Karin

### Acteurs secondaires
- Jesper Barkselius : Colin Lindy
- Karin Bjurström : Emelie Kanold
- Ellen Bökman : Ada
- Lydia Capolicchio
- Åsa Danielsson : Maria Simonsson
- Peter Eggers : Jamal
- Anna Ulrika Ericsson : Angela
- Siw Erixon : Birgitta Stenshufvud
- Fredde Granberg : Micke
- Stefan Gödicke : Pierre Kanold
- Kemal Görgü : le gynécologue
- Donald Högberg : Rutger Lilja
- Björn Kjellman : Harald
- Max Lapitskij : Gorki
- Wilma Lidén : Isabell
- Aleksa Lundberg : Åsa Beckman
- Bo Lyckman : Allan
- Maria Nohra : Leyla
- Jens Ohlin : Erik Asp
- Pia Oscarsson	: Maria
- Ivan Mathias Petersson
- Malgorzata Pieczynska	: Madame Irma
- Angelika Prick : Mariana
- Kardo Razzazi	: Matteo
- Mats Rudal : Sander Fornell
- Maja Rung : Mimmi
- Ella Schartner : Sandra
- Leonard Terfelt : Robert
- Mela Tezfazion
- Marcus Vögeli	: Charlie
- Christopher Wollter : David
- Sara Jangfeldt : Vesna